# Reinado Internacional del Café
Reinado Internacional del Café (Regina internazionale del caffè) è un concorso di bellezza internazionale, lanciato nel 1957 come Reinado Continental del Café (Regina continentale del caffè). Inizialmente il concorso rispecchiava il fatto che le nazioni partecipanti erano limitate a quelle dell'America Latina. Quando nel 1972 la partecipazione del concorso fu allargata anche ad altre nazioni, il concorso fu ribattezzato con il suo attuale nome. Il concorso è tradizionalmente tenuto annualmente a Manizales, in Colombia, a gennaio, durante la Feria de Manizales, ed è organizzato dall'Instituto de Cultura y Turismo de Manizales. Ogni anni vi prendono parte circa venti concorrenti rappresentanti di altrettante nazioni.

## Albo d'oro
- Concorso non svolto nel 1958, 1960, 1962, dal 1964 al 1971, 1977, 1978, 1980, 1986 e 2021.

| Anno | Vincitrice                    | Provenienza     |
| ---- | ----------------------------- | --------------- |
| 1957 | Análida Alfaro                | Panama          |
| 1959 | Denise Guimarães              | Brasile         |
| 1961 | Mercedes Carrascosa           | Brasile         |
| 1963 | Ana de Lourdes Zúñiga         | Honduras        |
| 1972 | María Stella Volpe            | Paraguay        |
| 1973 | Alicia Daneri                 | Argentina       |
| 1974 | Luz María Osorio              | Colombia        |
| 1975 | Paulina Murgas                | Colombia        |
| 1976 | María de los Angeles González | Porto Rico      |
| 1979 | Paulina Leighton              | Cile            |
| 1981 | Milagros Germán               | Rep. Dominicana |
| 1982 | Eddy Cano                     | Colombia        |
| 1983 | Karen Mertens                 | Cile            |
| 1984 | Ollie Thompson                | Honduras        |
| 1985 | Márcia Canavezes              | Brasile         |
| 1987 | Mariella Princic              | Argentina       |
| 1988 | Ana Márcia Marques            | Brasile         |
| 1989 | Luana Freer                   | Costa Rica      |
| 1990 | Daniela Thieme                | Cile            |
| 1991 | Viviana Muñoz                 | Costa Rica      |
| 1992 | Margaret Geymonat             | Uruguay         |
| 1993 | Sabina Arenas                 | Colombia        |
| 1994 | Brenda Robles                 | Porto Rico      |
| 1995 | Regilaine Bittencourt         | Brasile         |
| 1996 | Cándida Lara                  | Rep. Dominicana |
| 1997 | Mónica Chacón                 | Perù            |
| 1998 | Jairam Navas                  | Venezuela       |
| 1999 | Daira Lambis                  | Venezuela       |
| 2000 | Cristine de Mezerville        | Costa Rica      |
| 2001 | Francine Eickemberg           | Brasile         |
| 2002 | Katharina Berndt              | Germania        |
| 2003 | Raquel Loureiro               | Portogallo      |
| 2004 | Daniela Scholz                | Germania        |
| 2005 | Aránzazu Amoedo               | Spagna          |
| 2006 | Alice Panikian                | Canada          |
| 2007 | Fabriella Quesada             | Costa Rica      |
| 2008 | Jéssica Jordan                | Bolivia         |
| 2009 | Alejandra Mesa                | Colombia        |
| 2010 | Mariana Notarangelo           | Brasile         |
| 2011 | Sofinel Báez                  | Rep. Dominicana |
| 2012 | Ximena Vargas                 | Bolivia         |
| 2013 | Ivanna Vale                   | Venezuela       |
| 2014 | Priscilla Durand              | Brasile         |
| 2015 | Yuri Uchida                   | Giappone        |
| 2016 | Maydeliana Díaz               | Venezuela       |
| 2017 | Marilú Acevedo                | Messico         |
| 2018 | Carmen Serrano                | Spagna          |
| 2019 | Scarlet Sánchez               | Colombia        |
| 2020 | Iris Guerra                   | El Salvador     |
| 2022 | Ismelys Velásquez             | Venezuela       |

## Nazioni per numero di vittorie
| Nazione/Territorio    | Titoli |
| --------------------- | ------ |
| Brasile               | 8      |
| Colombia              | 6      |
| Venezuela             | 5      |
| Costa Rica            | 4      |
| Cile                  | 3      |
| Repubblica Dominicana | 3      |
| Spagna                | 2      |
| Bolivia               | 2      |
| Germania              | 2      |
| Honduras              | 2      |
| Porto Rico            | 2      |
| Argentina             | 2      |
| El Salvador           | 1      |
| Messico               | 1      |
| Giappone              | 1      |
| Canada                | 1      |
| Panama                | 1      |
| Paraguay              | 1      |
| Perù                  | 1      |
| Portogallo            | 1      |
| Uruguay               | 1      |
| Venezuela             | 1      |

## Esecuzione italiana

### Italian Coffee Queen
1 Fiorella è nato a Lima, in Perù. Suo padre è italiano e sua madre cilena. È la nipote di Bigote Arrocet.